# Tyler Ward

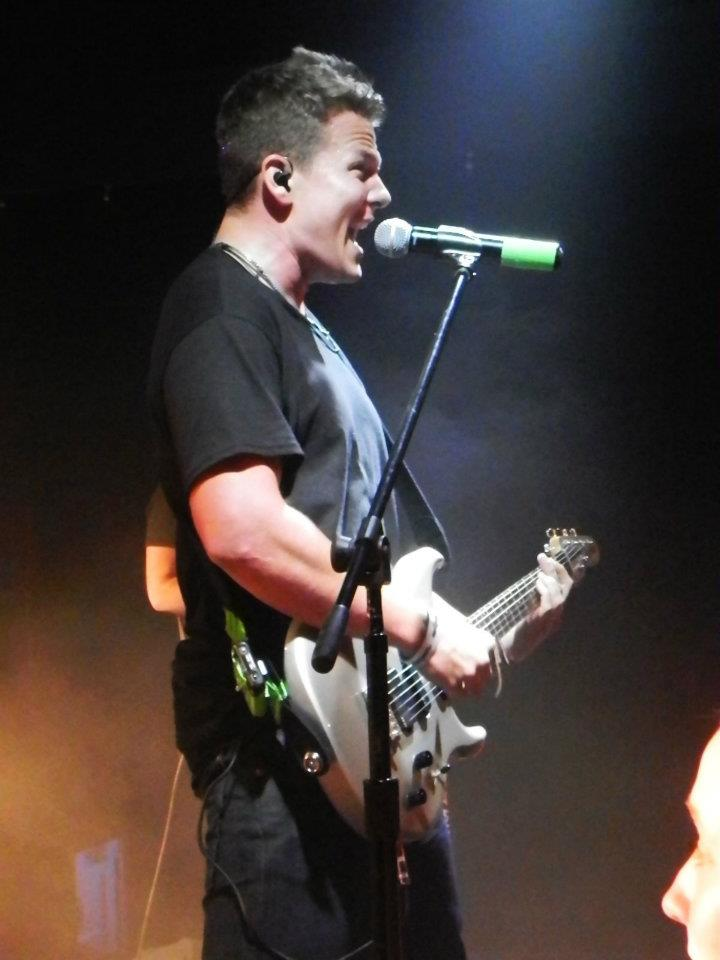
Tyler Ward (2011)

Tyler Ward (* 12. März 1984 in Denver) ist ein US-amerikanischer Sänger und Songwriter. Ward wurde durch die Videoplattform YouTube bekannt, auf welcher er regelmäßig Cover und eigene Lieder hochlädt.

## YouTube
Tyler Ward wurde bekannt durch seine Cover von Liedern, welche er auf YouTube präsentierte. Der Durchbruch gelang ihm im Winter 2010 mit einem Cover von USA for Africas Lied We Are the World, welches innerhalb einer Woche 1,5 Millionen Zugriffe verbuchen konnte. Sein erstes Video war ein Mix von 40 Liedern aus dem Jahre 2008. Das bisher meistgesehene Lied von Tyler Ward ist das Cover des Liedes Payphone, welches im Original von Maroon 5 gespielt wird. Bei einem Großteil seiner Cover wird er von sich abwechselnden anderen Künstlern unterstützt. Er nennt diese Gruppe auch seine "Crew". Diese unterstützt ihn auch auf seinen Tourneen. Dort nennen sich alle zusammen "Tyler Ward and Crew". Als Instrument benutzt er regelmäßig eine Gitarre und singt. Ward nahm um seinen Gesang zu verbessern Gesangsstunden. Das Gitarrespielen brachte er sich selbst bei. Des Weiteren spielt er Bass, Schlagzeug, Klavier und viele weitere Instrumente.

## Leben
Bevor Tyler Ward mit der Musik begann, interessierte er sich sehr für Sport. Nachdem er die High School abgeschlossen hatte, besuchte er die United States Air Force Academy Preparatory School, wo er eine College-Football-Karriere anstrebte. Er brach die Schule jedoch wieder ab, weil er sich mit dem dort gelebten Lebensstil nicht anfreunden konnte. Kurz darauf begann er ein Journalismus-Studium an der University of Northern Colorado. Zeitgleich produzierte er seine ersten Lieder. Im Jahr 2009 gründete er die 'Tyler Ward Studios', welche in verschiedenen Bundesstaaten der USA errichtet wurden.
Ward spielte, nachdem er seinen Durchbruch geschafft hatte, als Vorband für die Jonas Brothers und The Fray. Seine erste Tour spielte er zusammen mit Boyce Avenue in Europa und den USA im Jahr 2011. Durch seinen zunehmenden Erfolg spielte er im selben Jahr eine zweite eigene Tour in den USA. Seine letzte Tour startete im Oktober 2012. Es gab Veranstaltungen in Deutschland, Österreich, Frankreich, England, Schweiz und den Niederlanden.

## Tourneen

### Europa 2012 Tour
Im Oktober spielte er zahlreiche Konzerte in ganz Europa. Konzerte in Deutschland fanden unter anderem in Köln, Dortmund, München, Hamburg und Berlin statt. Gespielt wurden vor allem eigene Lieder, aber auch Cover.

### Nordamerika 2011 Tour
Seine erste Tour spielte Ward in den USA. Um ein möglichst großes Publikum zu erreichen, gab es Konzerte in mehreren Staaten.

### Europa 2013 Tour
Aufgrund des großen Erfolges der ersten Europa-Tour 2012 ist er dort auch im Oktober 2013 wieder aufgetreten, u. a. in Köln, Berlin, München  und Stuttgart.

## Diskografie

### Alben
- 2012: Hello. Love. Heartbreak.
- 2013: Honestly

### Singles
- 2013: Falling (feat. Alex G.) (Single)
- 2014: Keeping Secrets (Single)